# 悲しき水中翼船
「悲しき水中翼船」（かなしきすいちゅうよくせん）は、1990年11月21日にキティレコード（現 ユニバーサルミュージック）より発売された中嶋悟のシングル。

## 解説
当時現役のF1ドライバーであった、中嶋悟が歌手デビューしたと大きな話題になり、F1ブームも相まってオリコンで最高28位を記録した。
セイコーエプソンのNOTE&BOOK（ノートパソコン）のテレビCMにCMソングとして使用され、中嶋はCMにも出演した。
中嶋はレコーディング直前まで自分が歌うことを知らされず、「僕は前もって言われると考えちゃってほとんど“NO”って言っちゃうんだよ。その事をマネージャーが知っているから直前まで隠したんだよね」と『F1ポールポジション』（フジテレビ）出演時に話している。当初は自分が歌うことに難色を示したが、自身のスポンサーであるセイコーエプソンのCMソングであったこと、テレビ番組など人前で歌わないことを条件に承諾したという。
作詞・作曲・編曲・演奏・プロデュースは、数多くのCM音楽を手掛ける東京バナナボーイズ。自身の1枚目のアルバム『BEST ONE』にセルフカバーを収録。
中嶋の引退を記念したコンピレーション・アルバム『SATORU NAKAJIMA』に収録。

## 収録曲
1. 悲しき水中翼船
2. 悲しき水中翼船（オリジナルカラオケ）